# Leatherneck Magazine
Das Leatherneck Magazine, oder auch Leatherneck Magazine of the Marines, ist eine Zeitschrift des US Marine Corps.

## Geschichte und Inhalt
Das Magazin wurde zum ersten Mal 1917 als The Quantico Leatherneck auf der Marine Corps Base Quantico publiziert. Leatherneck (zu Dt. Ledernacken) ist der Spitzname der Marines. Es war anfangs noch im Format einer Tageszeitung gedruckt, wurde 1925 dann aber in das Zeitschriftenformat geändert. Das Magazin selbst hat sich folgendes Ziel gesetzt: To be the magazine of Marines—yesterday, today and tomorrow. So sollen Aufmachung und Inhalt speziell auf die Einsätze und Aufträge der Soldaten ausgelegt sein. Ein ähnliches Medium der US-Armee ist The Stars and Stripes. Als offizielles Medium des Marine Corps waren die Reporter und Fotografen der Zeitschrift u. a. im Zweiten Weltkrieg, im Koreakrieg sowie im Vietnamkrieg im Einsatz.
Das Leatherneck Magazine erreichte 2015 etwa 40.000 Leser. Neben Reportagen und Bildbeiträgen werden auch Cartoons und andere Beiträge von Zeichnern wie Fred Lasswell oder Gordon Bess veröffentlicht. Das Magazin ist sowohl als gedruckte Ausgabe, als auch digital erhältlich.